# Friedrich Beese (Forstwissenschaftler)
Friedrich O. Beese (* 24. September 1943 in Braunschweig) ist ein deutscher Forstwissenschaftler und Bodenkundler.

## Leben und Werk
Beese wuchs in Weddel auf und besuchte Schulen dort und in Braunschweig. Er studierte an der Universität Göttingen von 1964 bis 1968 Landwirtschaft. 1972 promovierte er in Bodenkunde. In diesem Fachgebiet war er bis 1987 an dieser Universität tätig, unterbrochen nur durch einen Forschungsaufenthalt 1978/1979 an der New Mexico State University. 1986 wurde Beese habilitiert. Bis 1994 war er anschließend Direktor des Instituts für Bodenökologie der Forschungszentrum für Umwelt und Gesundheit in München, von 1994 bis 2008 Professor für Bodenkunde und Waldernährung wieder in Göttingen. In seiner Münchener Zeit war er Initiator und Sprecher des viele Jahre durch das BMBF geförderten Forschungsverbunds Agrarökosysteme München, damals das größte Agrarökosystemforschungsprojekt Europas. Seit 2009 ist Beese Sprecher des Forschungsverbunds Klimafolgenforschung in Niedersachsen (KLIFF).